# Musti-El Krib
Musti-El Krib és una zona arqueològica de Tunísia a la governació de Siliana, a la vora de El Krib cap a l'oest. La zona de El Krib té les ruïnes de la petita vila cartaginesa i romana d'Agbia, que s'estan excavant, i les de la romana Mustis (localment Musti). Al nord de Mustis, a les pendents del Djebel Kern El Kebch, hi ha les ruïnes de l'antiga Aunobari, on es conserven part d'una església i un fort romans d'Orient; a la muntanya, disseminades, s'han trobat algunes tombes megalítiques. A uns 9 km al sud de El Krib hi ha la vila de Bordj El Massoudi amb una basílica cristiana amb mausoleu i cisterna, i restes d'una antiga fortalesa àrab.
Mustis fou fundada per Gai Mari al final del segle ii aC, i la v poblar amb veterans, Juli Cèsar la va elevar a municipi, i fou colònia sota Marc Aureli. Té dos arcs de triomf (construïts el 238, un d'ells restaurat el 1967 junt amb un mausoleu de la zona anomenat dels Julis) a l'entrada i sortida de la ciutat, que era una estació de la via Cartago-Tebessa; queden restes d'un temple dedicat a Apol·lo, d'un temple dedicat a Ceres i d'un temple dedicat a Plutó; també queden restes d'algunes cases especialment una mansió romana i d'alguna factoria dedicada a l'oli. Es constata també l'existència d'una església romana d'Orient de tres naus molt malmesa i de la fortalesa romana d'Orient; el pou que alimentava d'aigua a la ciutat serveix encara per la moderna El Krib.